# 사이토씨
사이토 씨(일본어: 斎藤氏)는 일본의 성씨이다.